# Sajber
Sajber (av cyber) var ett TV-program om IT, datorer och internet som ursprungligen sändes i Sveriges Television under perioden 16 januari 1997–4 april 2001. Programledare var Filip Struwe och Lena Stübner. Åtminstone första säsongen sändes från Växjö.

## Programinnehåll
Första säsongen sändes 1997 och innehöll diskussioner och reportage om IT, skolan, arbetslivet och vardagslivet efter år 2000. Det gick att ringa, faxa och mejla direkt till programmet. Andra säsongen låg huvudfokus på IT-nyheter, trender och tips. Sajber bevakade utvecklingen inom digitala medier, gav spelrecensioner varje vecka och besvarade tittarfrågor om allt som hade med datorer och nätet att göra.
1999 hade programmet fokus på trender och tips, skola och spel. Bland annat handlade programmen om internet ur synskadades och homo-/bisexuellas perspektiv, spelvåld, missbruk av skolans internet-konton, nättidningar och den håriga och pratsamma uppföljaren till Tamagotchin; Furbyn. Sajber hälsade på multimedia- och spelföretaget Paregos i Skellefteå, besökte FBI och tog reda på hur de bekämpade hackare, undersökte hur lantbruk sköttes digitalt, gästade återvinningsskroten för datorer i Blekinge, besökte IT-skolor och lärde ut hur e-post kommer fram. Dessutom ett inslag om 17-årige Jimmy som hade träffat tre av sina flickvänner via nätet, ett möte med Sveriges främste samlare av datorvirus, en förhandsvisning av det nya South Park-spelet, test av Dreamcast, en titt på Amiga-datorn och tips om alternativa vägar till jobb som många studie- och yrkesvägledare inte kände till. Sajber frågade sig även om MP3-filer var ett hot mot skivbolagen, varför det var så få tjejer inom datorbranschen och varför datorer var fula. De tog upp netikett, hur man kunde göra datorn personligare och hur man skulle undvika besvär som musarm och Nintendo-tumme. Varje vecka listades även redaktionens fem favoritsajter.
Hösten 2000 kallades Sajber för ett "aktuellt IT-magasin" i tablåerna. 2001 fokuserades det på IT-utveckling och hur internet förändrat Sverige.

### Sajber special
1998 och 2000 sändes några specialprogram av Sajber.

#### Januari 1998
I tre Sajber special visades höjdpunkter om internet, datorer och spel från tidigare säsonger.

#### 4 juni 1998
I ett program med undertiteln "Ett fritt nät – till vilket pris?" tog Sajber upp yttrandefrihet på nätet och konsekvenser såsom barnpornografi, nazist-propaganda, bilder på lik, recept för framställning narkotika och bomber. Sajber granskade ett land med internetcensur.

#### 3 augusti 1998
Sajber besökte världsutställningen i Lissabon, där svenska IT-skolor presenterades för övriga Europa. Förutom Filip Struwe var Anna Matzinger programledare.

### Sajber julspecial
Vid årsskiftet 1998/1999 sändes Sajber julspecial med bland annat reportage och speltips. Sajber tittade in bakom kulisserna på spelföretaget Lucas Arts i San Francisco, besökte den virtuella musikskolan Rytmus i Stockholm och visade hur filmen Ett småkryps liv gjordes med hjälp av datorer. Det blev även ett möte med "nätkändisen" Justin Hall och en närmare titt på datormjukvaran Flash och hur den kan användas när man skapar webbplatser.

### Sajber XL
År 2000 visades flera program under namnet Sajber XL. Dessa var utökade med "det bästa" från Sajbers webbsändningar.